# مسمغان دماوند
مسمغان دماوند یا مصمغان دنباوند نام حکومتی محلی بود که در ناحیهٔ دماوند و اطراف آن حکومت می‌کردند. بنیان‌گذار آن شخصی به نام مردانشاه دماوندی از خاندان کارن بود.

## حمله اعراب
پس از حمله اعراب به ایران و در سال ۲۲ هجری هنگام رسیدن لشکر اعراب به اطراف ری، فرمانروای ری سیاوخش پسر مهران پسر بهرام چوبین از مردم دنباوند، طبرستان، گرگان و قومس برای رویارویی با اعراب کمک خواست اما نهایتاً در جنگ شکست خورد. پس از سقوط ری و برافتادن خاندان بهرام، مسمغان مردان‌شاه از نعیم بن مقرن فرمانده سپاه اعراب درخواست صلح کرد که فدیه‌ای بدهد و نیازی به یاور و حفاظ ندارد و نعیم پذیرفت. طبری متن این صلح‌نامه را به این صورت آورده‌است:
«بنام خدای رحمان رحیم.
این مکتوب نعیم بن مقرن است برای مردانشاه مسمغان دنباوند و مردم دنباوند و خوار و لارز و شرز: تو و هر که در بازماندن همانند تو باشد در امانید، که مردم سرزمین خود را بازداری و هر ساله دویست هزار درم، از وزن هفت، بدهی و از عامل مرز مصون مانی. مادام که چنین باشی کس بر تو هجوم نیارد و بی اجازه به تو وارد نشود مگر آنکه دگرگونی آری و هر که پیمان ندارد و هر که از تسلیم وی ابا کند، نیز.»
پس از این صلح نامه از چگونگی احوال این حکومت چندان خبری در دست نیست ولی از اخبار و نوشتارهای فتوح اعراب در ایران چنین برداشت می‌شود که هفت سال پس از این ماجرا و در زمان حمله اعراب به طبرستان سعید بن العاص با حکام دنباوند و رویان مصالحه‌ای کرده‌است.

## بنی عباس و فروپاشی مسمغان
در اواخر بنی امیه ابومسلم از مسمغان درخواست کرد تا خراجی که قبول کرده‌است بپردازد اما مسمغان این درخواست را رد می‌کند؛ در مقابل ابومسلم سپاهی را به سوی مسمغان می‌فرستد که کاری از پیش نمی‌برد و به مسمغان تا دوران خلافت منصور عباسی گزندی نمی‌رسد. در زمان منصور بین مسمغان و برادش ابرویز اخلاف و رنجش پیش می‌آید و ابرویز به نزد خلیفه می‌رود که مصادف می‌شود وقایع قیام راوندیه و خلیفه را در سرکوب قیام همراهی کرده و اعتماد او را جلب می‌کند.
در سال ۱۴۱ هجری خلیفه پسرش مهدی را با سپاهی که ابرویز هم ان را همراهی می‌کند به سمت ری گسیل می‌کند، در این ایام مسمغان و اسپهبد خورشید که در حال جنگ بودند چون از حرکت سپاه خلیفه آگاه شدند با یکدیگر صلح کرده و به مقابله با سپاه اعراب برمی‌خیزند در این جنگ مسمغان نیز مانند اسپهبد خورشید کشته می‌شود و همسر و دخترش به اسارت می‌رود و بدین ترتیب طبرستان و ناحیه دماوند به‌طور کامل فتح می‌گردد، اگرچه حکومت محلی مسمغان توسط ابرویز که ادعای وراثت از برادر را داشت با تبعیت از دربار خلیفه در ناحیه دماوند ادامه می‌یابد چنان‌که در سال ۲۵۰ قمری در واقعه اتحاد امراء دیلم و رویان برای حمایت از داعی کبیر و مخالفت با سلطه حکام طاهریان در طبرستان مسمغان دماوند نیز شرکت داشت. مقارن با ایام ظهور آل زیار و آل بویه نام و نشان این خاندان نیز که به سطح حکومت محلی کوچکی و تابعی از خلیفه نزول کرده بود از بین رفت.
ولاش از شاهان این خاندان بود که باو را به قتل رساند و مدتی حاکم شرق طبرستان شد.